# Велино (гора)
Велино (итал.  Velino) — гора в итальянской области Абруцци.

## Описание
Гора в Центральных Аппеннинах (2487 м), которая поднимается крутым склоном и скалистыми стенами от Кампи-Палентини с перепадом высот скал. Она дала своё название части Центральных Апеннин (хребет Монте-Велино), главной вершиной которого является. Хребет расположен между Лацио и Абруццо. В его состав входят многочисленные вершины высотой более 1500 м (Кафорния, Пуццилло, Моццоне, Нурия и др.).